# Giovanni Scalzo
Giovanni Scalzo (ur. 17 marca 1959 w Mesynie) – włoski szablista, wielokrotny medalista olimpijski, trzykrotny medalista mistrzostw świata.
Był zawodnikiem GS Fiamme Oro. Na igrzyskach olimpijskich w Moskwie w 1980 roku był członkiem drużyny, która zdobyła srebrny medal. Podczas rozgrywanych cztery lata później igrzysk olimpijskich w Los Angeles reprezentacja Włoch w składzie: Marco Marin, Gianfranco Dalla Barba, Giovanni Scalzo, Ferdinando Meglio i Angelo Arcidiacono zdobyła złoty medal. W zawodach indywidualnych był siódmy. Kolejne dwa medale zdobył podczas igrzysk olimpijskich w Seulu w 1988 roku. Najpierw zajął trzecie miejsce indywidualnie plasując się za Francuzem Jean-Françoisem Lamourem i Polakiem Januszem Olechem. Parę dni później razem z Marco Marinem, Gianfranco Dalla Barbą, Ferdinando Meglio i Massimo Cavaliere zdobył też brązowy medal w zawodach drużynowych. Brał również udział w igrzyskach olimpijskich w Barcelonie w 1992, zajmując czwarte miejsce indywidualnie i ósme drużynowo.
Podczas mistrzostw świata w Rzymie w 1982 wraz z kolegami z reprezentacji zdobył srebrny medal w zawodach drużynowych. W tej samej konkurencji zdobył też brąz podczas mistrzostw świata w Wiedniu (1983) oraz kolejne srebro na mistrzostwach świata w Essen (1993).
Ponadto zdobył złoty medal indywidualnie na mistrzostwach Europy w Lizbonie w 1983 roku.